# Comitato Giovani Sordi Italiani
Il Comitato Giovani Sordi Italiani, nota con l'acronimo CGSI, è un'organizzazione giovanile della comunità sorda italiana.
Venne fondato il 14 maggio 1994 ad Aosta, nella Regione Autonoma della Valle d'Aosta per volontà dei giovani Sordi italiani. È l'associazione giovanile che appartiene all'interno dell'Ente nazionale sordi.

## Storia
L'idea fu concepita da Francesco Piccigallo, già promotore dal 1992 del Comitato Giovani Sordi Italiani.
Prima della nascita del CGSI, in Italia, in alcune Sezioni Provinciali dell'Ente Nazionale Sordi esistevano dei Gruppi Giovanili Sordomuti, che all'epoca erano frammentati, in diverse sezioni provinciali italiane. Spesso non erano uniti allo stesso momento.

Il primo nome del movimento giovanile era: Gioventù Silenziosa d'Italia, dal 1980 fino al 1992.

## Struttura
Oggi i Comitati Regionali sono 19. I Comitati Provinciali sono circa 100 e i Comitati Metropolitani sono 10.

## Statuto
I minorenni da 0 fino a 17 anni vengono delegati dalle famiglie; i maggiorenni da 18 fino a 35 anni sono considerati secondo lo statuto del Regolamento Organizzativo Interno, sono responsabili delle attività del CGSI. Il CGSI si occupa dei giovani sordi da 0 a 35 anni d'età, ma non esclude attività che siano interessanti per tutti i sordi.

## Obbiettivi del CGSI
- Promuove l'immagine del giovane Sordo per un positivo inserimento nella società a livello politico, culturale e sociale;
- Promuove iniziative socio- culturali e ricreative a livello nazionale e internazionale;
- Promuove la crescita, la piena autonomia, l'integrazione scolastica, professionale, lavorativa, e sociale dei Sordi;
- Tutela e valorizza la cultura dei Sordi, la lingua dei segni italiana e il bilinguismo, appoggiando l'ENS nelle sue lotte per il riconoscimento della LIS;
- Coordina i Comitati Giovani Sordi Italiani a livello provinciale e regionale, promuovendone l'attivazione delle Rappresentanze Periferiche;
- Collabora con l'EUDY e WFDYS;

Sostiene questioni organizzative dell'ENS - Sede Centrale.

## Elenco dei Presidenti
- Francesco Piccigallo (presidente provvisorio; dal 1992 al 1994)
- Vannina Vitale (dal 1994 al 1996)
- Riccardo Ferracuti (dal 1996 al 2001)
- Beatrice D'Aversa (dal 2001 al 2003)
- Roberto Petrone (dal 2003 al 2007)
- Raffaele Angelo Cagnazzo[5] dal (2007 al 2011)
- Laura Caporali[6] (dal 2011 al 2013)
- Antonio Ciavarella[7] (dal 2013 all'11 gennaio 2014)
- Gianteodoro Pisciottani (dal 2014 al 2016)[6]
- Katia Bugé (2016 - 2018)
- Gianluca Grioli (2018 - 2021)
- Yuri Daniele Di Stefano[8] (2021 - in carica)

## Segretari nazionali
- Angela Buta (2007-2011)
- Alberto Barbadoro (2014 - 2015)
- Alessandro Abbate (2015 - 2018)
- Maria Chiara Aliperti (2018 - 2021)
- Laura De Negri (2021 - in carica)